# M114 155mm 곡사포
M114 155mm 곡사포(M114 155 mm howitzer)는 155mm 미국산 곡사포이다.

## 개요
미군은 제1차 세계 대전 중에 프랑스 제인 슈나이더 M1917C 155mm 곡사포를 M1918 155mm 곡사포로 채택하고, 처음에는 그 근대화 개수를 위한 포가만 신형으로 교체할 예정이었지만, 나중에 포 본체도 새로 설계하게 되었다.
이후 미국은 2차 대전이 한창 때인 1941년 M114를 개발했다. 2차 대전이 일어난 1942∼53년사이에 약 1만300문 이상의 M114를 생산했다. M114는 개발 당시 M1 곡사포로 불렀으나 제2차 세계대전 종료 후 현재의 명칭으로 변경됐다. M114 155mm 곡사포를 1941년에 제식 채용한 미군은 제2차 세계 대전과 한국전쟁, 베트남 전쟁에서 육군과 해병대가 M2A1 105mm 곡사포와 함께 보병 사단의 포병 연대에 배치하여 운용했다.
M114 곡사포는 한국전쟁이 한창인 1951년 5월부터 전쟁이 끝날 때까지 303문의 M114가 도입되었으며, 또한 M114는 대한민국 국군이 사용한 최초의 155mm 곡사포이기도 하다. 이후에 새로 개발된 신형 M198 155mm 곡사포가 개발되면서 대부분의 M114 곡사포는 퇴역했지만, 많은 전쟁과 대전 이후에 배치되어 지금도 전세계 여러국가에서 사용되고 있으며, 한국전쟁이 끝난 후에 오래동안 대한민국 육군의 주요 포병전력으로 자리잡았고 1982년에 국방과학연구소에서 개발한 국산 155mm 견인곡사포인 KH-179가 개발된 이후에 전방사단에서는 단계적으로 퇴역했다. 현재 한국에서는 KH-179 견인곡사포와 K9 자주포가 전방사단에 배치된 이후에도 향토사단이나 동원사단에서 약 1,200문의 M114와 M114A1를 운용하고 있다.

## 채용 국가

### 미 대륙
- 아르헨티나, 브라질, 칠레, 에콰도르, 베네수엘라, 캐나다, 미국

### 유럽 NATO 회원국
- 오스트리아, 덴마크, 그리스, 노르웨이, 포르투갈, 터키, 유고슬라비아, 보스니아 헤르체고비나

### 중동 · 북아프리카
- 이란, 이라크, 이스라엘, 요르단, 레바논, 리비아, 사우디아라비아

### 아시아
- 캄보디아, 일본, 한국, 필리핀, 싱가포르, 대만, 태국, 베트남(구 남베트남)